# Quốc hội Armenia

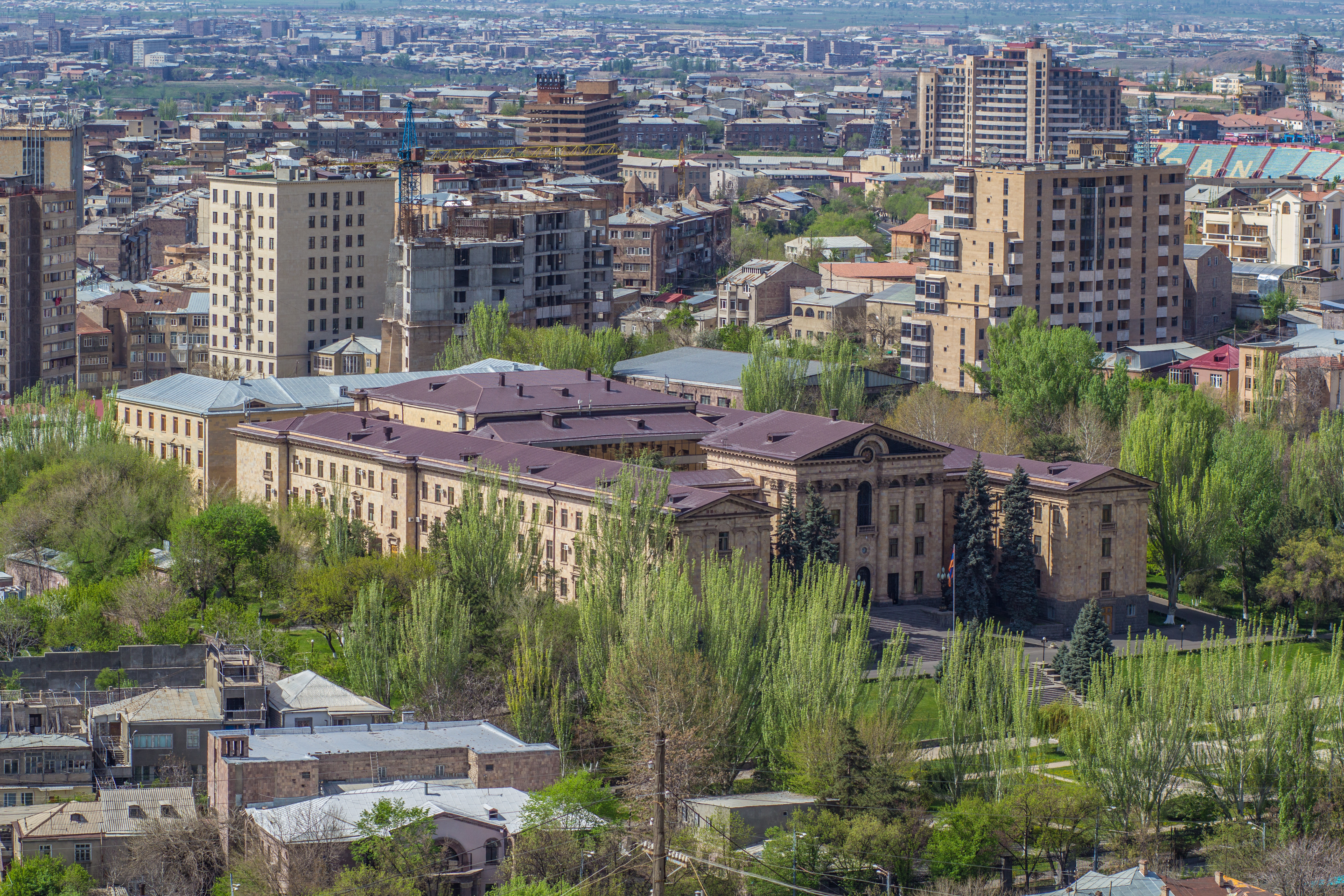
Tòa nhà Quốc hội Armenia nhìn từ trên không

Quốc hội Armenia (tiếng Armenia: Հայաստանի Հանրապետության Ազգային ժողով, đã Latinh hoá: Hayastani Hanrapetyut'yan Azgayin zhoghov, đơn giản là tiếng Armenia: Ազգային ժողով và thường được gọi là tiếng Armenia: խորհրդարան, đã Latinh hoá: khorhrdaran) là cơ quan lập pháp của Armenia.

## Tổng quan
Quốc hội được Hội đồng quốc gia Armenia thành lập vào năm 1918 sau khi tuyên bố thành lập Đệ Nhất Cộng hòa Armenia. Là cơ quan lập pháp lâm thời của Armenia, Hội đồng quốc gia tăng gấp ba số lượng thành viên, thành lập một chính phủ liên minh lâm thời bao gồm Liên đoàn Cách mạng Armenia và Đảng Dân túy Armenia.
Sau cuộc bầu cử Quốc hội Armenia năm 1919, thành phần Quốc hội tăng lên 80 nghị sĩ Quốc hội, bao gồm một số nghị sĩ Quốc hội đại diện dân tộc thiểu số. Liên đoàn Cách mạng Armenia tiếp tục chiếm đa số áp đảo trong Quốc hội và bầu ra bốn thủ tướng trong khoảng thời gian hai năm cho đến khi Hồng quân xâm lược Armenia vào năm 1920.
Từ năm 1938, cơ quan lập pháp của Cộng hòa Xã hội chủ nghĩa Xô viết Armenia được gọi là Hội đồng Tối cao Armenia. Sau khi Liên Xô tan rã vào năm 1991, Armenia thông qua hiến pháp mới vào năm 1995, tái lập Quốc hội.
Quốc hội là cơ quan lập pháp nhất viện, gồm ít nhất 101 nghị sĩ Quốc hội, nhưng có thể tăng lên 200 nghị sĩ Quốc hội trong một số trường hợp hiếm hoi.

## Hệ thống đầu phiếu
Bầu cử Quốc hội được tổ chức theo hệ thống đại diện tỷ lệ liên danh đảng kín.

## Bầu cử vừa qua
|                              |                                            |           |        |     |     |
| Đảng                         | Đảng                                       | Phiếu bầu | %      | Ghế | +/– |
|                              | Civil Contract                             | 688.761   | 53.95  | 71  | –17 |
|                              | Liên minh Armenia                          | 269.481   | 21.11  | 29  | Mới |
|                              | I Have Honor Alliance                      | 66.650    | 5.22   | 6   | Mới |
|                              | Armenia Thịnh vượng                        | 50.444    | 3.95   | 0   | –26 |
|                              | Đảng Hanrapetutyun                         | 38.758    | 3.04   | 0   | 0   |
|                              | Đại hội Dân tộc Armenia                    | 19.691    | 1.54   | 0   | 0   |
|                              | Shirinyan-Babajanyan Alliance of Democrats | 19.212    | 1.50   | 0   | 0   |
|                              | National Democratic Pole                   | 18.976    | 1.49   | 0   | Mới |
|                              | Bright Armenia                             | 15.591    | 1.22   | 0   | –18 |
|                              | Đảng Phong trào Bảo thủ Quốc gia 5165      | 15.549    | 1.22   | 0   | Mới |
|                              | Đảng Tự do                                 | 14.936    | 1.17   | 0   | Mới |
|                              | Đảng Tổ quốc Armenia                       | 13.130    | 1.03   | 0   | Mới |
|                              | Armenia is Our Home Party                  | 12.149    | 0.95   | 0   | Mới |
|                              | Đảng Dân chủ Armenia                       | 5.020     | 0.39   | 0   | 0   |
|                              | Đảng Kitô giáo Quốc gia                    | 4.619     | 0.36   | 0   | Mới |
|                              | Liên minh Tổ quốc Tự do                    | 4.119     | 0.32   | 0   | Mới |
|                              | Đảng Armenia Chủ quyền                     | 3.915     | 0.31   | 0   | Mới |
|                              | Đảng Armenia Công bằng                     | 3.914     | 0.31   | 0   | Mới |
|                              | Citizen's Decision                         | 3.775     | 0.30   | 0   | 0   |
|                              | Đảng châu Âu Armenia                       | 2.440     | 0.19   | 0   | Mới |
|                              | Đảng Tự do                                 | 1.844     | 0.14   | 0   | 0   |
|                              | Rise Party                                 | 1.233     | 0.10   | 0   | Mới |
|                              | Đảng Tổ quốc Thống nhất                    | 964       | 0.08   | 0   | Mới |
|                              | All-Armenian National Statehood Party      | 803       | 0.06   | 0   | Mới |
|                              | National Agenda Party                      | 719       | 0.06   | 0   | Mới |
| Tổng cộng                    | Tổng cộng                                  | 1.276.693 | 100.00 | 106 | –25 |
|                              |                                            |           |        |     |     |
| Phiếu bầu hợp lệ             | Phiếu bầu hợp lệ                           | 1.276.693 | 99.63  |     |     |
| Phiếu bầu không hợp lệ/trống | Phiếu bầu không hợp lệ/trống               | 4.682     | 0.37   |     |     |
| Tổng cộng phiếu bầu          | Tổng cộng phiếu bầu                        | 1.281.375 | 100.00 |     |     |
| Cử tri phiếu bầu đã đăng ký  | Cử tri phiếu bầu đã đăng ký                | 2.595.334 | 49.37  |     |     |
| Nguồn: Mớis.am, CEC, Hetq    |                                            |           |        |     |     |

## Ủy ban

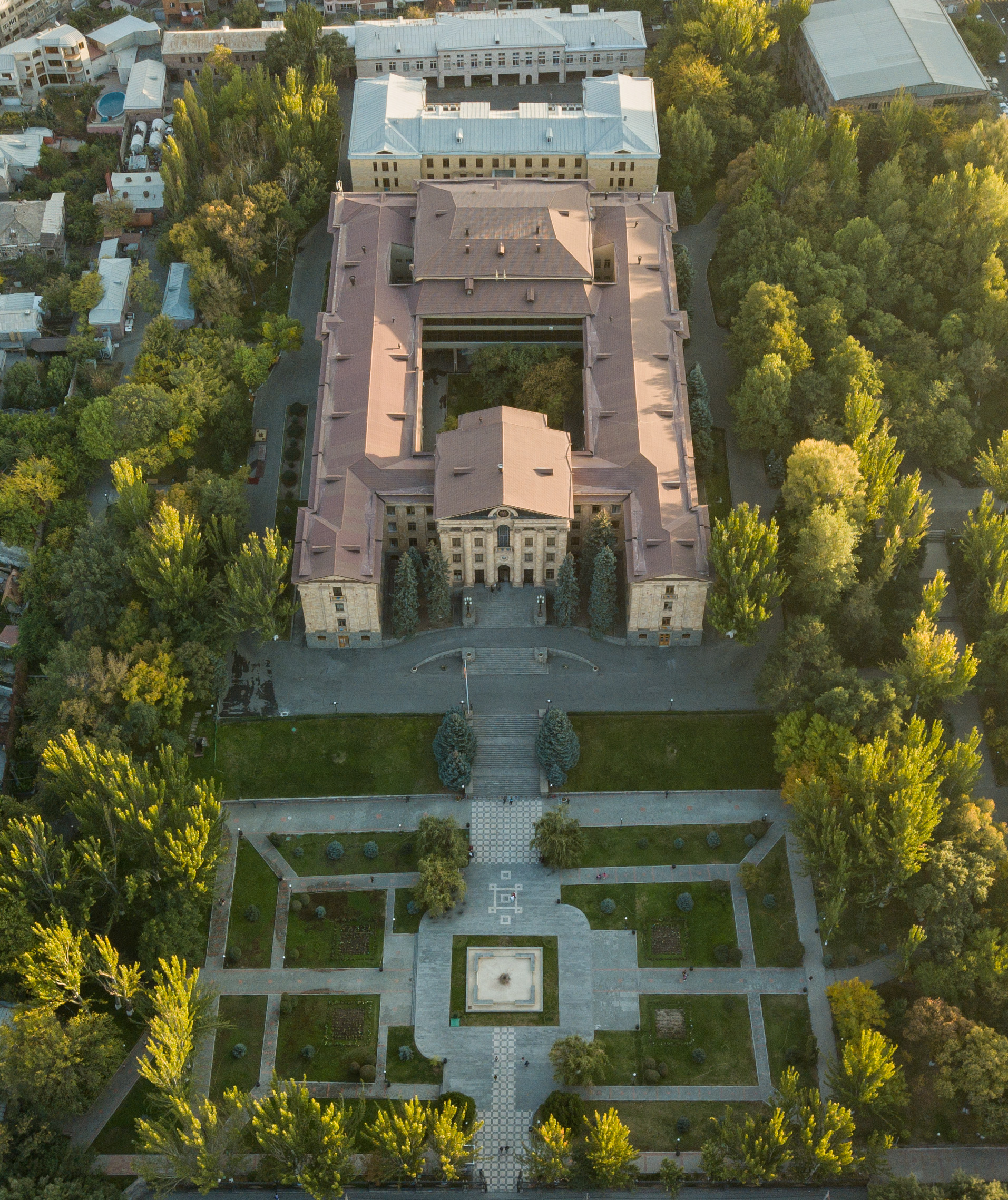
Tòa nhà Quốc hội Armenia

### Ủy ban thường trực
Quốc hội có 11 ủy ban thường trực:
- Quốc phòng và An ninh
- Kinh tế
- Hội nhập châu Âu
- Tài chính và Ngân sách
- Đối ngoại
- Y tế và Xã hội
- Nhân quyền và Công vụ
- Khoa học, Giáo dục, Văn hóa, Kiều bào, Thanh niên và Thể thao
- Nhà nước và Pháp luật
- Chính quyền lãnh thổ, Chính quyền tự trị địa phương, Nông nghiệp và Môi trường
- Hội nhập khu vực

## Hợp tác quốc tế
Quốc hội Armenia có thỏa thuận hợp tác với một số quốc hội trên thế giới bao gồm Quốc hội Gruzia, Hạ viện Pháp, Quốc hội Ai Cập, Quốc hội Liên bang Nga, Hội đồng Tối cao Kyrgyzstan, Quốc hội Nhân dân Syria và Nghị viện Liban.
Quốc hội Armenia cũng là thành viên của nhiều tổ chức nghị viện quốc tế, bao gồm Hội đồng Nghị viện NATO, Ủy ban Đối tác Nghị viện Liên minh châu Âu - Armenia, Hội đồng Liên nghị viện về Chính thống giáo, Liên minh Nghị viện Thế giới, Hội đồng Nghị viện của Tổ chức Hợp tác Kinh tế Biển Đen, Hội đồng Nghị viện của Ủy hội châu Âu, Hội đồng Nghị viện của Tổ chức Hiệp ước An ninh Tập thể, Hội đồng Nghị viện Euronest, Hội đồng Nghị viện của Cộng đồng Pháp ngữ, Hội đồng Nghị viện của Tổ chức An ninh và Hợp tác châu Âu, Hội đồng Nghị viện CIS và có tư cách quan sát viên tại Hội đồng Liên nghị viện ASEAN.